# フォーエヴァー・アインシュタイン
フォーエヴァー・アインシュタイン（Forever Einstein）は、1989年に結成されたアバンギャルド・バンドであり、「とてもスマートなトリオ」として記述されている。
バンドはオリジナル・メンバーのジョン・ルーラット（ドラム、パーカッション）とチャールズ・オメアラことC.W.ヴルタチェク（ギター、キーボード）で成り立っている。バンドは、アコースティックおよびエレクトリック・フレットレス・ベースとウォー・ギターを使うベーシスト、ケヴィン・ジェレティをフィーチャーしている。過去のメンバーには、元ベーシストのマーク・シシェルとジャック・ヴィーズがいた。バンドは、フランスのプログレッシブ・ミュージックの祭典「MIMIフェスティバル」（1991年）およびノースカロライナの「Prog Day」（2003年）でフィーチャーされた。彼らは、フォーク、サーフロック、ジャズ、メタル、カントリーなどのさまざまなスタイルを、バカげたタイトルでありつつ、簡潔で高度にアレンジされた長い作品に緊密に織り込んだことで知られている。彼らはキング・クリムゾン、フランク・ザッパ、ゴングのミクスチュアように聴こえる。
オメアラはコロラドの実験音楽集団バイオタ (Biota)のメンバーでもあり、多数のソロ・アルバムをリリースしている。ルーラットは、ボーン (Bone)というバンドで、ニック・ディドコフスキー（ドクター・ナーヴ、フレッド・フリス・ギター・カルテット）、ヒュー・ホッパー（ソフト・マシーン）と共に活動していた。

## メンバー
- ジョン・ルーラット (John Roulat) - ドラム、パーカッション
- チャールズ・オメアラ (Charles O'Meara)ことC.W.ヴルタチェク (C.W. Vrtacek) - ギター、キーボード
- ケヴィン・ジェレティ (Kevin Gerety) - ベース、ウォー・ギター

### 旧メンバー
- マーク・シシェル (Marc Sichel) - ベース
- ジャック・ヴィーズ (Jack Vees) - ベース

## ディスコグラフィ

### スタジオ・アルバム
- Artificial Horizon (1990年、キュニフォーム Rune 25)
- Opportunity Crosses the Bridge (1992年、キュニフォーム Rune 41) ※ニック・ディドコフスキー・プロデュース
- One Thing After Another (1998年、キュニフォーム Rune 106)
- Down With Gravity (2000年、キュニフォーム Rune 136)
- Racket Science (2005年、キュニフォーム Rune 206)